# Liste der Bodendenkmäler in Ernsgaden
Auf dieser Seite sind die Bodendenkmäler in der oberbayerischen Gemeinde Ernsgaden zusammengestellt. Diese Tabelle ist eine Teilliste der Liste der Bodendenkmäler in Bayern. Grundlage ist die Bayerische Denkmalliste, die auf Basis des Bayerischen Denkmalschutzgesetzes vom 1. Oktober 1973 erstmals erstellt wurde und seither durch das Bayerische Landesamt für Denkmalpflege geführt wird. Die folgenden Angaben ersetzen nicht die rechtsverbindliche Auskunft der Denkmalschutzbehörde.

## Bodendenkmäler in Ernsgaden
| Lage       | Objekt | Akten-Nr.     | Bild |
| ---------- | --- | ------------- | ---- |
| (Standort) | Siedlung vor- und frühgeschichtlicher Zeitstellung, unter anderem der mittleren Bronzezeit.                                                                                               | D-1-7235-0057 |      |
| (Standort) | Siedlung vorgeschichtlicher Zeitstellung. | D-1-7235-0272 |      |
| (Standort) | Gräber der Latènezeit und Siedlung vor- und frühgeschichtlicher Zeitstellung. | D-1-7235-0273 |      |
| (Standort) | Siedlung und Bestattungsplatz vor- und frühgeschichtlicher Zeitstellung. | D-1-7235-0275 |      |
| (Standort) | Siedlung der späten Bronzezeit, Straße der römischen Kaiserzeit. | D-1-7235-0276 |      |
| (Standort) | Siedlung vor- und frühgeschichtlicher Zeitstellung. | D-1-7235-0277 |      |
| (Standort) | Siedlung vorgeschichtlicher Zeitstellung. | D-1-7235-0282 |      |
| (Standort) | Siedlung der vorgeschichtlichen Metallzeiten. Gräber der Urnenfelder- und der Hallstattzeit.                                                                                              | D-1-7235-0283 |      |
| (Standort) | Siedlung der Bronze- oder Hallstattzeit und Eisenverhüttungsplätze vor- und frühgeschichtlicher Zeitstellung.                                                                             | D-1-7235-0354 |      |
| (Standort) | Mittelalterliche und frühneuzeitliche Befunde im Bereich der abgegangenen Kirche St. Laurentius und ihrer Vorgängerbauten mit Friedhof, sowie Siedlung des frühen bis hohen Mittelalters. | D-1-7235-0370 |      |
| (Standort) | Eisenverhüttungsplatz vor- und frühgeschichtlicher Zeitstellung. | D-1-7235-0371 |      |
| (Standort) | Eisenverhüttungsplatz vor- und frühgeschichtlicher Zeitstellung. | D-1-7235-0372 |      |
| (Standort) | Eisenverhüttungsplatz vor- und frühgeschichtlicher Zeitstellung. | D-1-7235-0373 |      |
| (Standort) | Siedlung vor- und frühgeschichtlicher Zeitstellung. | D-1-7235-0374 |      |
| (Standort) | Siedlung und Gräber vor- und frühgeschichtlicher Zeitstellung. | D-1-7235-0375 |      |
| (Standort) | Siedlung vor- und frühgeschichtlicher Zeitstellung | D-1-7235-0376 |      |
| (Standort) | Straße der römischen Kaiserzeit. | D-1-7235-0446 |      |